# 30431 Michaeltran
30431 Michaeltran este un asteroid din centura principală de asteroizi.

## Descriere
30431 Michaeltran este un asteroid din centura principală de asteroizi. A fost descoperit pe 4 iunie 2000 la Socorro, New Mexico, în cadrul proiectului LINEAR. Asteroidul prezintă o orbită caracterizată de o semiaxă mare de 2,27 ua, o excentricitate de 0,13 și o înclinație de 5,8° în raport cu ecliptica.